# آبیاری در ایران
گرچه کشاورزی خشک در آذربایجان، کردستان و خراسان، و همچنین برخی دیگر بخش‌ها مهم است، بخش زیادی از کشاورزی ایران همواره به آبیاری وابسته بوده‌است. تقریباً نیمی از محصول غلات، و بخش قابل توجهی از دیگر محصولات، آبیاری می‌شوند. به جز ناحیهٔ ساحلی خزر، تقریباً همهٔ ایران خشک یا نیمه خشک طبقه‌بندی می‌شود. بارش در این مناطق، همان‌طور که مشخصهٔ سرزمینهای این طبقه است، نه تنها نادر است و توزیع ضعیفی در طول سال دارد بلکه بی‌قاعده و غیرقابل اطمینان است. آبیاری نه تنها موجب تأمین رطوبت مورد نیاز حاک به منظور کشاورزی حاصلخیز می‌شود بلکه باقاعدگی و قابلیت اطمینان تولید زراعی می‌شود که زندگی یکجانشینی را تسهیل کرده اجازهٔ توسعه جمعیت‌های بزرگ یک جانشین را می‌دهد.

آبیاری مزرعه یونجه در ایران با استفاده از آبیاری موتوری چرخ دار

با فرض در دسترس بودن منابع آبی قابل دسترسی و دوباره پرکردنی، خصوصاً در پیوند با خاک باکیفیت فناوریهای آبیاری می‌تواند بهره‌وری و ظرفیت زمین را شدیداً افزایش دهد. به هر حال، استفاده از این فناوریها شرایط اجتماعی و اقتصادی بر جمعیتهایی که به آن‌ها وابسته می‌شوند اعمال می‌کند. آبیاری نقش مهمی در تاریخ و تمدن ایران بازی می‌کند. آبیاری شامل عواملی است که در توسعه الگو و مرفولوژی زیستگاهی، در روابط اقتصادی-اجتماعی فعالیت‌های زراعی، در روند سیاسی و قانونی قاعده سازی‌هایی که مبتنی بر این روابطند و در اشکال زبانی، نمادی و رسومی فعالیت که در توضیح فرهنگی آن‌ها توسعه می‌یابد مهم هستند.